# Glacier
Glacier és una concentració de població designada pel cens dels Estats Units a l'estat de Washington. Segons el cens del 2000 tenia 90 habitants.

## Demografia
Segons el cens del 2000, Glacier tenia 90 habitants, 47 habitatges, i 21 famílies. La densitat de població era d'11,5 habitants per km².
Dels 47 habitatges en un 17% hi vivien nens de menys de 18 anys, en un 38,3% hi vivien parelles casades, en un 4,3% dones solteres, i en un 55,3% no eren unitats familiars. En el 46,8% dels habitatges hi vivien persones soles el 10,6% de les quals corresponia a persones de 65 anys o més que vivien soles. El nombre mitjà de persones vivint en cada habitatge era d'1,91 i el nombre mitjà de persones que vivien en cada família era de 2,76.
Per edats la població es repartia de la següent manera: un 18,9% tenia menys de 18 anys, un 3,3% entre 18 i 24, un 32,2% entre 25 i 44, un 31,1% de 45 a 60 i un 14,4% 65 anys o més.
L'edat mediana era de 43 anys. Per cada 100 dones de 18 o més anys hi havia 102,8 homes.
Entorn del 56,5% de les famílies i el 34,2% de la població estaven per davall del llindar de pobresa.

## Poblacions més properes
El següent diagrama mostra les poblacions més properes.